# Cynorkis peyrotii
Cynorkis peyrotii là một loài thực vật có hoa trong họ Lan. Loài này được Bosser mô tả khoa học đầu tiên năm 1969.